# Lutzomyia bispinosa
Lutzomyia bispinosa är en tvåvingeart som först beskrevs av Fairchild G. B., Hertig M. 1951.  Lutzomyia bispinosa ingår i släktet Lutzomyia och familjen fjärilsmyggor. Inga underarter finns listade i Catalogue of Life.